# Danone Ecosystem Fund
Danone Ecosystem Fund — частное некоммерческое предприятие, фонд пожертвований, созданный в 2009 году французской пищевой корпорацией Danone. Главной целью фонда является развитие партнёрской сети, состоящей из мелких фермеров, кооперативов и дистрибьютеров, которая увеличивает социальную устойчивость и занятость в области малого и среднего бизнеса, обучает современным методам работы, производит, хранит и перерабатывает экологически чистую продукцию. Danone Ecosystem Fund финансирует различные социальные проекты: создание мелких семейных ферм и сетей небольших продуктовых ретейлеров, развитие инновационных экологических методов и территорий вокруг предприятий Danone, строительство учебных учреждений и тренинговых ферм, а также поддерживает поставщиков, которые соответствуют социальным стандартам материнской компании.
Фонд тесно сотрудничает с некоммерческими организациями, микрофинансовыми и консалтинговыми учреждениями, в том числе со структурами Мухаммада Юнуса и фондом Ашока. По состоянию на 2013 год Danone Ecosystem Fund совместно с более чем 30 партнёрами поддержал запуск около 50 социально-экономических программ, которые улучшили жизнь 50 тыс. человек.

## Деятельность
Первым социально-экономическим проектом Danone Ecosystem Fund стала программа развития молочных кооперативов и семейных ферм на Украине, которая позволила снизить уровень бедности среди мелких фермеров и повысить качество молока, сдаваемого на перерабатывающие предприятия. В 2011 году при поддержке Danone и её партнёров была построена учебная ферма на 60 голов коров в Днепропетровской области, на которой проводятся тренинги для всех желающих создать семейную ферму. В 2013 году фонд запустил программу создания клубничных кооперативов в Тернопольской области. В сёлах, где работают кооперативы, фонд создаёт детские площадки.
Осенью 2011 года Danone Ecosystem Fund совместно с другими партнёрами открыл в Испании социальную школу для женщин, пострадавших от гендерного насилия (школа помогает жертвам насилия расширить свои возможности и интегрироваться в общество, в том числе с помощью трудоустройства в структурах компании Danone Spain).
В 2013 году в Липецкой области была запущена некоммерческая организация развития производства сырого молока «Молочная Бизнес Академия» с жилым кампусом и учебной фермой на 90 голов коров. В 2014 году Danone Ecosystem Fund совместно с Федеральным научно-клиническим центром детской гематологии, онкологии и иммунологии, Региональным благотворительным общественным фондом помощи детям с тяжелыми заболеваниями крови и компанией Nutricia Advance представил проект по оптимизации питания больных детей.